# Nella vita di Sylvia Plath
Nella vita di Sylvia Plath è un film per la tv del 1980, diretto da Alessandro Cane ed interpretato da Carla Gravina.

## Trama
Gli ultimi mesi di vita della scrittrice statunitense Sylvia Plath, morta suicida a soli 31 anni.